# AZS Uniwersytet Ekonomiczny Kraków (piłka siatkowa)
AZS UEK Kraków – polska kobieca drużyna siatkarska z Krakowa, działająca przy Uniwersytecie Ekonomicznym, występująca obecnie w II lidze siatkówki kobiet.

## Historia
Po raz pierwszy w historii Akademii Ekonomicznej w sezonie 2005/2006 w Małopolskiej IV Lidze wystartował zespół siatkarek AZS Akademii Ekonomicznej w Krakowie. W pierwszym sezonie zespół oparty był głównie na studentkach Akademii Ekonomicznej występujących dotychczas jedynie w Małopolskiej Lidze Akademickiej i Mistrzostwach Polski Szkół Wyższych. Po pierwszym sezonie gry zespół zajął 4. miejsce i wywalczył awans do III Ligi.
W sezonie 2006/2007 po wygraniu 13 spotkań i poniesieniu 11 porażek drużyna w 13-zespołowej lidze zajęła 8. miejsce. Po zakończeniu sezonu Zarząd Klubu zdecydował się na zmianę trenera. Irinę Bogdanovą na stanowisku szkoleniowca zastąpił Marek Zawartka, były trener I-ligowej Wisły Kraków, obecnie pracownik dydaktyczny katowickiej AWF.

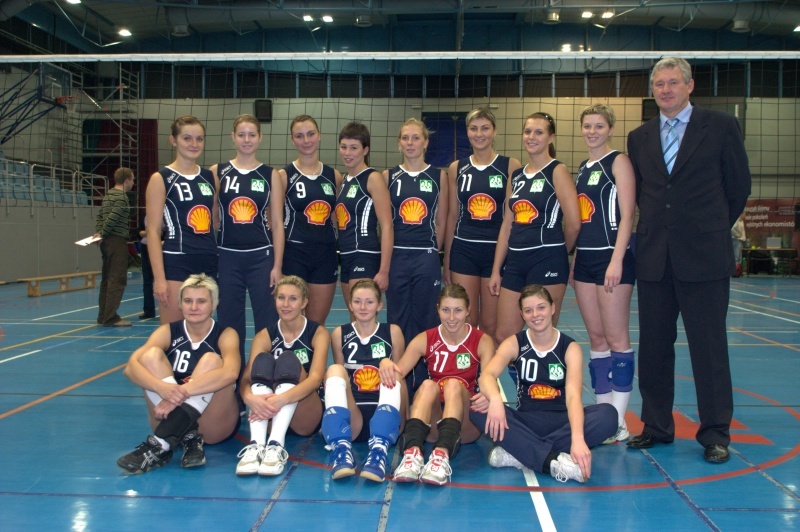
Kadra AZS Shell UEK Kraków w sezonie 2007/2008

Z początkiem sierpnia 2007 roku nadarzyła się okazja zgłoszenia zespołu AZS Akademii Ekonomicznej do rozgrywek szczebla centralnego. Z powodu kłopotów organizacyjnych z II ligowych rozgrywek wycofał się zespół Olimpii Jawor. Dzięki zabiegom władz klubu udało się podpisać umowę o współpracy z jaworskim Klubem, na mocy której AZS Uniwersytetu Ekonomicznego w Krakowie wystartował w rozgrywkach II Ligi w sezonie 2007/2008. 6 października 2007 roku podpisana została umowa z Firmą Shell Sp. z .o.o. Oddział w Zabierzowie Shell Shared Service Centre Kraków, na mocy której Firma została Sponsorem Głównym zespołu siatkarek. W sezonie 2007/2008 zespół występował w II Lidze pod nazwą AZS Shell Uniwersytet Ekonomiczny w Krakowie ostatecznie kończąc rozgrywki na 7. miejscu, co zapewniło utrzymanie.
1 sierpnia 2008 roku została podpisana została trójstronna umowa o współpracy pomiędzy Uniwersytetem Ekonomicznym, Klubem Uczelnianym AZS oraz Zakładami Przemysłu Cukierniczego Skawa S.A. z Wadowic. Na mocy tej umowy Skawa S.A. została Sponsorem Głównym zespołu siatkarek, który w nadchodzących rozgrywkach wystąpi pod szyldem AZS Skawa Uniwersytet Ekonomiczny Kraków. Po zakończeniu poprzedniego sezonu z pracy w Klubie zrezygnował dotychczasowy szkoleniowiec Marek Zawartka. 1 maja stanowisko I Trenera zespołu objął pracujący w krakowskiej AWF, Tomasz Klocek. Jego asystentem został absolwent tej samej uczelni, Przemysław Płaczek. Od tego momentu rozpoczęła się na Uniwersytecie Ekonomicznym budowa zespołu, który w nadchodzącym sezonie ma walczyć o wyższe cele niż ligowy byt.
Cele przed zespołem zostały jasno postawione – awans do pierwszej ligi, co po bardzo ciekawym sezonie udało się osiągnąć. Zespół w rundzie zasadniczej zajął pierwsze miejsce w tabeli IV grupy II Ligi Kobiet, w półfinale grupy spotkał się z drużyną Anser Siarki Tarnobrzeg wygrywając w meczach 3:1, natomiast w finale doszło do akademickich derbów Krakowa, gdzie w podobnym stosunku (3:1) pokonana została TS Wisła AGH Kraków. Przed zespołem został już tylko jeden krok do awansu – Turniej Mistrzów II Ligi, który decyzją PZPS odbywał się w Murowanej Goślinie. Brały w nim udział cztery drużyny – mistrzowie wszystkich czterech grup II Ligi: KS Piecobiogaz Murowana Goślina, KŚ AZS Politechnika Śląska Gliwice, BKS Black Red White Szóstka Biłgoraj oraz AZS Skawa Uniwersytet Ekonomiczny Kraków. Krakowska drużyna najpierw przegrała z faworytem turnieju – drużyną z Gośliny w stosunku 3:1, by wygrać pozostałe mecze (3:0 z Szóstką Biłgoraj oraz 3:2 z akademickimi koleżankami z Gliwic), ostatecznie uplasować się na drugim miejscu i cieszyć z bezpośredniego awansu do wymarzonej pierwszej ligi.
Od tego sezonu pogłębia się współpraca z tytularnym sponsorem – Zakładami Przemysłu Cukierniczego Skawa S.A. z Wadowic, efektem czego jest zmiana nazwy klubu. Beniaminek w sezonie 2010/2011 występował będzie pod nazwą Eliteski Skawa AZS Uniwersytet Ekonomiczny Kraków, po raz pierwszy w swojej krótkiej historii uczestnicząc w rozgrywkach I ligi piłki siatkowej kobiet, czyli na samym zapleczu siatkarskiej ekstraklasy – PlusLigi Kobiet.
W związku z problemami finansowymi klubu, w sezonie 2013/2014 całkowicie odmieniony zespół, pod nazwą AZS UEK Kraków oraz pod wodzą nowego trenera: Kacpra Osucha, został zgłoszony do rozgrywek IV grupy II ligi kobiet.

## Kadra zespołu
Eliteski Skawa AZS Uniwersytet Ekonomiczny Kraków – sezon 2012/2013:
| #   | Nazwisko i imię              | Data ur.   | Wzrost | Blok | Atak | Pozycja      |
| --- | ---------------------------- | ---------- | ------ | ---- | ---- | ------------ |
| 1.  | Katarzyna Urban              | 30.10.1987 | 182    |      |      | przyjmująca  |
| 2.  | Sandra Cabańska              | 28.03.1988 | 175    |      |      | przyjmująca  |
| 3.  | Magda Fedorów                | 18.06.1985 | 180    |      |      | środkowa     |
| 5.  | Magdalena Sadowska           | 26.08.1979 | 184    |      |      | atakująca    |
| 6.  | Agata Skiba                  | 24.02.1991 | 185    |      |      | przyjmująca  |
| 7.  | Katarzyna Wąsowska (kapitan) | 3.06.1982  | 178    |      |      | przyjmująca  |
| 8.  | Katarzyna Wawrzyniak         | 14.03.1990 | 177    |      |      | rozgrywająca |
| 10. | Katarzyna Połeć              | 13.02.1989 | 191    |      |      | środkowa     |
| 11. | Monika Sroga                 | 26.01.1981 | 172    |      |      | libero       |
| 16. | Aleksandra Król              | 6.10.1981  | 184    |      |      | środkowa     |
| 17. | Ewa Matyjaszek-Matela        | 23.04.1979 | 176    |      |      | rozgrywająca |

Eliteski Skawa AZS Uniwersytet Ekonomiczny Kraków – sezon 2010/2011:
| #   | Nazwisko i imię            | Data ur.   | Wzrost | Blok | Atak | Pozycja      |
| --- | -------------------------- | ---------- | ------ | ---- | ---- | ------------ |
| 1.  | Sroga Monika               | 26.02.1981 | 172    | 260  | 275  | libero       |
| 2.  | Surma Karolina             | 06.04.1984 | 180    | 282  | 290  | środkowa     |
| 3.  | Jaroszewicz Jowita         | 10.03.1987 | 184    | 290  | 300  | środkowa     |
| 4.  | Wilczyńska Marzena         | 15.09.1984 | 181    | 289  | 299  | przyjmująca  |
| 7.  | Hatala Kinga               | 17.07.1989 | 188    | 280  | 300  | przyjmująca  |
| 8.  | Kuskowska Iwona            | 11.09.1989 | 175    | 280  | 287  | rozgrywająca |
| 10. | Jaszkowska Magda           |            | 175    | 265  | 275  | rozgrywająca |
| 11. | Hawryła Magdalena          | 01.01.1989 | 190    | 290  | 295  | środkowa     |
| 12. | Jagodzińska Magda          | 10.01.1989 | 186    | 285  | 303  | przyjmująca  |
| 13. | Biernatek Sandra (Kapitan) | 11.11.1986 | 182    | 280  | 290  | atakująca    |
| 14. | Żochowska Magda            | 07.04.1987 | 183    | 290  | 300  | przyjmująca  |
| 18. | Reptak Lucyna              | 22.06.1987 | 165    | 257  | 277  | libero       |

AZS Skawa Uniwersytet Ekonomiczny Kraków – sezon 2009/2010:
| #   | Nazwisko i imię            | Data ur.   | Wzrost | Blok | Atak | Pozycja      |
| --- | -------------------------- | ---------- | ------ | ---- | ---- | ------------ |
| 1.  | Targosz Monika             | 26.02.1981 | 172    | 260  | 275  | libero       |
| 2.  | Surma Karolina             | 06.04.1984 | 180    | 282  | 290  | środkowa     |
| 3.  | Jaroszewicz Jowita         | 10.03.1987 | 184    | 290  | 300  | środkowa     |
| 4.  | Kowalik Anna               | 25.09.1989 | 182    | 282  | 291  | rozgrywająca |
| 5.  | Sarlej Katarzyna           | 28.02.1986 | 180    | 280  | 290  | atakująca    |
| 7.  | Hatala Kinga               | 17.07.1989 | 188    | 280  | 300  | przyjmująca  |
| 8.  | Kuskowska Iwona            | 11.09.1989 | 175    | 280  | 287  | rozgrywająca |
| 10. | Szymska Dorota             | 10.01.1985 | 175    | 270  | 277  | przyjmująca  |
| 11. | Hawryła Magdalena          | 01.01.1989 | 190    | 290  | 295  | środkowa     |
| 12. | Jagodzińska Magda          | 10.01.1989 | 186    | 285  | 303  | przyjmująca  |
| 13. | Biernatek Sandra (Kapitan) | 11.11.1986 | 182    | 280  | 290  | atakująca    |
| 14. | Żochowska Magda            | 07.04.1987 | 183    | 290  | 300  | przyjmująca  |

AZS Skawa Uniwersytet Ekonomiczny Kraków – sezon 2008/2009:
| #   | Nazwisko i imię            | Data ur.   | Wzrost/Waga | Blok | Atak | Pozycja      |
| --- | -------------------------- | ---------- | ----------- | ---- | ---- | ------------ |
| 1.  | Małusecka Edyta            | 01.07.1984 | 170/56      | 269  | 277  | libero       |
| 2.  | Durbas Katarzyna (Kapitan) | 19.10.1984 | 173/55      | 268  | 274  | przyjmująca  |
| 3.  | Bednarczuk Dorota          | 13.02.1983 | 181/65      | 275  | 282  | środkowa     |
| 4.  | Madejska Katarzyna         | 28.10.1988 | 180/65      | 270  | 278  | przyjmująca  |
| 5.  | Sarlej Katarzyna           | 28.02.1986 | 179/69      | 271  | 277  | atakująca    |
| 6.  | Góra Edyta                 | 28.01.1987 | 179/61      | 271  | 274  | przyjmująca  |
| 7.  | Ciszczoń Sandra            | 05.03.1988 | 181/65      | 280  | 283  | rozgrywająca |
| 8.  | Mogilska Marta             | 01.02.1988 | 171/69      | 258  | 266  | przyjmująca  |
| 9.  | Holocher Katarzyna         | 11.12.1982 | 184/66      | 274  | 280  | atakująca    |
| 10. | Szymska Dorota             | 10.01.1985 | 175/73      | 270  | 277  | przyjmująca  |
| 11. | Hawryła Magdalena          | 01.01.1989 | 190/68      | 290  | 295  | środkowa     |
| 12. | Kowalik Anna               | 25.09.1989 | 183/74      | 275  | 283  | rozgrywająca |